# Paul Hellyer
Paul Theodore Hellyer, PC (sinh ngày 6 tháng 8 năm 1923) là một kỹ sư, nhà chính trị, nhà văn và nhà bình luận người Canada, vốn có một sự nghiệp lâu dài và sinh động. Hiện ông là thành viên tại nhiệm lâu nhất của Viện Cơ mật Canada, trước cả Vương tế Philip.

## Thân thế và học vấn
Hellyer được sinh ra và lớn lên ở một trang trại gần Waterford, Ontario. Sau khi hoàn thành bậc trung học, ông học ngành kỹ thuật hàng không tại Học viện Kỹ thuật Hàng không Curtiss-Wright ở Glendale, California, tốt nghiệp năm 1941. Trong khi học, ông cũng nhận được bằng phi công riêng.
Sau khi tốt nghiệp, Hellyer được tuyển dụng tại công ty Fleet Aircraft ở Fort Erie, Ontario, về sau tham gia vào quá trình chế tạo máy bay huấn luyện cho Không quân Hoàng gia Canada như là một phần trong nỗ lực chiến tranh của Canada trong Thế chiến II. Về phần mình, ông đã cố gắng để trở thành một phi công RCAF, nhưng được tin rằng không cần nhiều phi công đến vậy, sau đó ông gia nhập Pháo binh Hoàng gia Canada với tư cách pháo thủ trong thời gian diễn ra chiến tranh.
Hellyer kiếm được bằng Cử nhân Nghệ thuật từ Đại học Toronto vào năm 1949.

## Sự nghiệp chính trị ban đầu

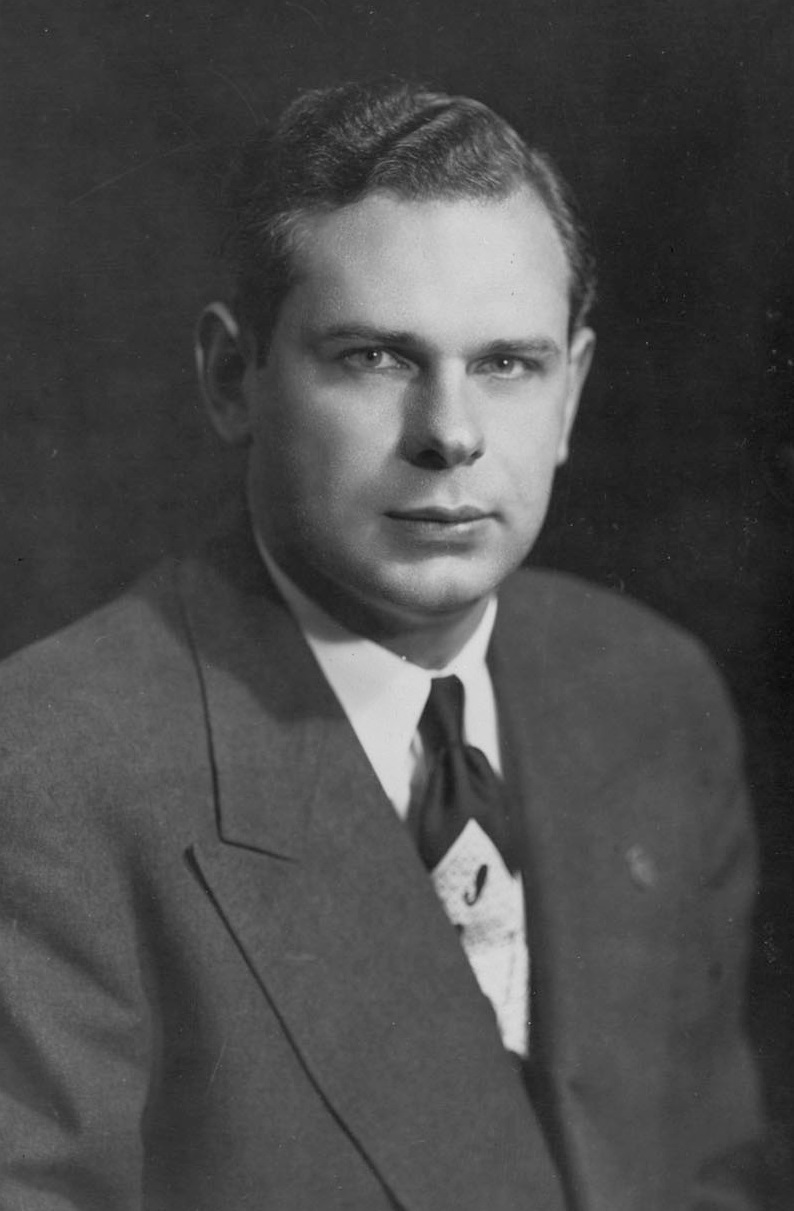
Hellyer trong thập niên 1940 (độ tuổi 20)

Lần đầu tiên được bầu làm ứng cử viên lãnh đạo Đảng Tự do trong cuộc bầu cử liên bang năm 1949 tại khu vực bầu cử Davenport, ông là người trẻ nhất được bầu vào thời điểm đó tại Hạ viện Canada. Ông từng làm Trợ lý Nghị sĩ một thời gian ngắn cho Bộ trưởng Quốc phòng, và để lại ấn tượng tốt. Sau đó ông được bổ nhiệm làm Thứ trưởng Bộ Quốc phòng trong nội các của Thủ tướng Louis St. Laurent. Tuy vậy, chỉ ít lâu sau, Hellyer đã mất ghế khi chính phủ St. Laurent để thua trong cuộc bầu cử năm 1957 hai tháng sau đó.
Hellyer trở lại quốc hội trong một cuộc bầu cử năm 1958 tại khu vực bầu cử gần đó ở Trinity, và trở thành một nhà phê bình đối lập đầy ảnh hưởng trong chính phủ của phe Bảo thủ Cấp tiến dưới thời Thủ tướng John Diefenbaker.

## Bộ trưởng nội các và ứng cử chức lãnh đạo Đảng Tự do
Đến khi Đảng Tự do quay trở lại nắm quyền trong cuộc bầu cử năm 1963, Hellyer trở thành Bộ trưởng Quốc phòng Canada trong nội các của Thủ tướng Lester B. Pearson. Đây là thời kỳ quan trọng nhất trong sự nghiệp chính trị của Hellyer. Với tư cách là Bộ trưởng Quốc phòng, ông giám sát sự sáp nhập và hợp nhất quyết liệt và gây tranh cãi Hải quân Hoàng gia Canada, Lục quân Canada, và Không quân Hoàng gia Canada thành một tổ chức duy nhất, Quân đội Canada.
Hellyer ra tranh cử cuộc bầu cử lãnh đạo Đảng Tự do năm 1968, đứng thứ hai trong lá phiếu đầu tiên, nhưng bị tụt hạng ba trên lá phiếu thứ hai và thứ ba, và rút lui để ủng hộ Robert Winters qua lá phiếu thứ tư, đã khiến Pierre Trudeau đắc cử chức lãnh đạo đảng. Ông từng là Bộ trưởng Giao thông trong nội các của Thủ tướng Trudeau, và là Bộ trưởng Cao cấp trong Nội các, một vị trí tương tự như vị trí hiện tại của Phó Thủ tướng.

## Chính trị giai đoạn 1969–1988
Năm 1969, Hellyer đã đệ trình một báo cáo quan trọng về sự đổi mới đô thị và nhà ở, trong đó ông ủng hộ cải cách gia tăng thay vì các chương trình mới của chính phủ. Ông kêu gọi sự linh hoạt hơn trong hệ thống cho vay thế chấp của Canada, và khuyến khích các quỹ hưu trí công ty nên đầu tư thêm tiền vào các chương trình nhà ở. Cách tiếp cận của ông đã không nhận được sự ủng hộ từ công chúng. Một số chính quyền cấp tỉnh và thành phố tự trị đã công khai bày tỏ thái độ hoài nghi, và Heward Grafftey, thuộc phe Bảo thủ Cấp tiến khuynh tả với sự quan tâm đến vấn đề nhà ở, đã kêu gọi một cách tiếp cận mang tính cấp tiến hơn nữa.
Báo cáo của Hellyer cũng kêu gọi đình chỉ "sự phá hủy nhà cũ của ngành bán sỉ" và vì "sự chọn lọc lớn hơn... trong việc phá hủy các ngôi nhà hiện có". Các dự án đổi mới đô thị lớn sẽ đi đến chỗ kết thúc như là kết quả từ biệt đội Task Force của ông. Hellyer đã từ chức khỏi nội các và cuộc họp kín trong đảng Tự do vào năm 1969 vì tranh chấp với Trudeau về việc thực hiện chương trình nhà ở.
Hellyer hiện diện trong Quốc hội với vị thế độc lập trong nhiều năm. Từ sau nỗ lực của ông vào năm 1971 nhằm thành lập một đảng chính trị mới, Đảng Hành động Canada, gặp thất bại, lãnh đạo Bảo thủ Cấp tiến Robert Stanfield đã mời ông tham gia cuộc họp kín trong đảng. Ông trở lại nổi bật như một nhà phê bình đối lập và được tái đắc cử trong cuộc bầu cử năm 1972 với tư cách là một người thuộc phe Bảo thủ Cấp tiến. Tuy nhiên, ông đã mất ghế trong cuộc bầu cử năm 1974.
Bất chấp sự thua cuộc này, Hellyer đã tham gia ứng cử chức lãnh đạo Đảng Bảo thủ Cấp tiến năm 1976. Quan điểm của ông là cực hữu đối với hầu hết các đại biểu, và xa lánh nhiều đảng viên Tory với một bài phát biểu công kích phe cánh Red Tory không phải là "người bảo thủ thực sự". Ông đã đạt hạng sáu trong số tám ứng cử viên trên lá phiếu thứ hai; Joe Clark đắc cử lãnh đạo đảng.
Hellyer tái gia nhập Đảng Tự do vào năm 1982, nhưng hầu như vẫn im lặng trong chính trị. Năm 1988, ông tham gia đề cử Đảng Tự do trong cuộc bầu cử Toronto tại St. Paul's, để thua Aideen Nicholson, người đã đánh bại Hellyer 14 năm trước khi ông là một nghị sĩ phe Tory trong vòng tranh cử ở Trinity gần đó.

## Đảng Hành động Canada
Năm 1997, Hellyer đã thành lập Đảng Hành động Canada (CAP) để cung cấp cho cử tri một lựa chọn kinh tế mang tính dân tộc chủ nghĩa theo sau sự sụp đổ của Đảng Quốc gia Canada. Hellyer tin rằng cả hai đảng Bảo thủ Cấp tiến và Tự do đều đang siết chặt quá trình toàn cầu hóa, và Đảng Dân chủ Mới không còn có thể cung cấp một sự thay thế đáng tin cậy nữa. CAP cũng chấp nhận đề xuất của Hellyer về cải cách tiền tệ: rằng chính phủ nên tham gia nhiều hơn vào sự chỉ đạo của nền kinh tế bằng cách giảm dần việc tạo ra đồng tiền tư nhân và tăng việc tạo ra đồng tiền công từ tỷ lệ hiện hành 5% nhà nước / 95% tư nhân xuống thành 50% nhà nước và 50% tư nhân.
Dù sao thì đảng của ông vẫn chỉ là một đảng nhỏ ít được biết đến, và Hellyer đã để mất triển vọng kiếm được một ghế tại Hạ viện Canada trong các cuộc bầu cử năm 1997 và năm 2000. Sau cuộc bầu cử năm 2000, và một sự hồi sinh cho Đảng Dân chủ Mới, Hellyer đã tiếp cận lãnh đạo NDP để thảo luận về khả năng sáp nhập hai đảng thành 'một đảng lớn'. Quá trình này được tiếp tục bằng việc thông qua một cuộc vận động toàn thể tại hội nghị của CAP vào năm 2003.
Đầu năm 2004, sau khi một số phần mở rộng của thời hạn sáp nhập, NDP đã bác bỏ đề xuất sáp nhập của Hellyer, khiến NDP phải thay đổi tên gọi của nó. Hellyer từ chức với tư cách là lãnh đạo CAP, nhưng vẫn còn là thành viên trong đảng. Tin đồn rằng ông có thể tham gia tranh cử NDP trong cuộc bầu cử năm 2004 đã chứng tỏ là vô căn cứ.

## Bàn về vấn đề người ngoài hành tinh
Vào ngày 3 tháng 6 năm 1967, Hellyer đã đáp trục thăng bay tới để chính thức làm lễ khai trương một bãi đậu vật thể bay không xác định ở St. Paul, Alberta. Thị trấn này được xây dựng như một dự án kỷ niệm 100 năm thành lập Canada, và là một biểu tượng của việc gìn giữ không gian vũ trụ thoát khỏi cuộc chiến tranh của con người. Dấu hiệu bên cạnh bãi đọc như sau: 
Khu vực nằm bên dưới bãi đáp UFO đầu tiên trên thế giới được gọi theo tên quốc tế bởi Thị trấn St. Paul như một biểu tượng cho niềm tin của chúng ta rằng nhân loại sẽ duy trì vũ trụ từ bên ngoài tránh khỏi các cuộc chiến tranh và xung đột quốc gia. Việc du hành vũ trụ trong tương lai sẽ an toàn cho tất cả sinh vật trên khắp thiên hà, tất cả du khách từ Trái Đất hoặc nếu không thì được chào đón đến lãnh thổ này và đến Thị trấn St. Paul.
Vào đầu tháng 9 năm 2005, Hellyer đã đưa lên trang nhất hàng tít bằng cách thông báo công khai rằng ông tin vào sự tồn tại của UFO. Ngày 25 tháng 9 năm 2005, ông là một diễn giả được mời tại một hội nghị về người ngoài hành tinh ở Toronto, nơi ông nói với khán giả rằng ông đã nhìn thấy một UFO trong đêm với người vợ quá cố của mình và một số người bạn. Ông nói rằng, mặc dù ông đã coi nhẹ trải nghiệm vào thời điểm đó, ông vẫn giữ một tâm trí cởi mở với nó. Ông nói rằng ông bắt đầu nhận thức vấn đề nghiêm túc hơn sau khi xem bản tin đặc biệt UFO của đài ABC vào tháng 2 năm 2005. Cùng năm đó, ông yêu cầu Canada tổ chức điều trần công khai về vấn đề sự sống ngoài hành tinh. Trong một tuyên bố được cho là lạ lùng nhất của Hellyer, ông cáo buộc chính phủ Mỹ lên kế hoạch cho chiến tranh giữa các thiên hà năm 2005.
Hellyer cáo buộc chính phủ các cường quốc trên thế giới đã che giấu sự tồn tại của người ngoài hành tinh. Ông còn kêu gọi các quốc gia cần phải công bố những tài liệu, hình ảnh thu thập được về dấu hiệu tồn tại của sinh vật ngoài hành tinh cho dân chúng biết. Chính ông đã phát biểu trong một cuộc phỏng vấn: "Phần lớn các phương tiện truyền thông không thể tiếp cận được các tài liệu này. Tổng thống và Thủ tướng cần cho người dân biết sự thật. Chúng tôi muốn biết sự thật vì điều đó có ảnh hưởng đến cuộc sống của chúng tôi". Vị cựu Bộ trưởng này cũng từng đứng lên kêu gọi mọi người hãy tin vào sự tồn tại của người ngoài hành tinh, và hãy đoàn kết yêu cầu chính phủ "nhả" ra những thông tin về chúng. Ông là chính trị gia cao cấp đầu tiên trên thế giới dám làm điều đó và hành động của ông đã tạo ra một làn sóng ủng hộ trên thế giới.

Năm 2007, tờ Ottawa Citizen đưa tin rằng Hellyer đang yêu cầu chính phủ thế giới tiết lộ công nghệ ngoài hành tinh có thể được sử dụng để giải quyết vấn đề biến đổi khí hậu: 
Tôi muốn xem công nghệ (ngoài hành tinh) này có thể loại bỏ việc đốt cháy các nhiên liệu hóa thạch trong một thế hệ...đó có thể là cách để cứu vãn hành tinh của chúng ta...Chúng ta cần thuyết phục các chính phủ làm rõ những gì họ biết. Một số người trong chúng tôi nghi ngờ họ biết khá nhiều, và nó đủ sức cứu được hành tinh của chúng ta nếu áp dụng đủ nhanh.
Trong một cuộc phỏng vấn với RT (tiền thân là Russia Today) vào năm 2014, được Yahoo News miêu tả là "khó coi là nghiêm túc", Hellyer nói rằng ít nhất bốn chủng tộc ngoài hành tinh đã đến thăm Trái Đất hàng ngàn năm, với hầu hết trong số họ đến từ hệ sao khác, mặc dù có một số sống trên Sao Kim, Sao Hỏa và mặt trăng của Sao Thổ. Theo ông cho biết: "Chúng ta có lịch sử lâu dài về UFO và trong vài thập niên vừa qua, kể từ khi chúng ta phát minh ra bom nguyên tử, con người có nhiều hoạt động hơn. Họ (người ngoài hành tinh) rất quan tâm đến điều đó và việc chúng ta có thể sử dụng thứ vũ khí này một lần nữa, bởi nó không chỉ hành hưởng đến chúng ta mà còn cả những người khác trong vũ trụ."
Hellyer đồng thời khẳng định người ngoài hành tinh đang sống cùng với con người và ghé thăm Trái Đất từ hàng nghìn năm. Trả lời chương trình của RT, ông nói có khoảng 80 chủng loài sinh vật ngoài hành tinh, một số trông giống chúng ta, có thể đi bộ trên đường phố mà con người không hề hay biết.

## Đời tư
Hellyer là một nhà đầu tư thuở ban đầu khi đang làm việc tại Toronto Sun. Ông cũng từng là một cây viết chuyên mục cho tờ báo này từ năm 1974 đến năm 1984.
Hellyer hiện đang cư trú tại Toronto. Ông có tới ba đứa con và năm đứa cháu.

## Tác phẩm
Hellyer có viết một số cuốn sách về Canada và hiện tượng toàn cầu hóa, bao gồm One Big Party: To Keep Canada Independent, trong đó ông thúc đẩy việc sáp nhập CAP, NDP, và các nhà hoạt động cánh tả khác nhau để cứu Canada thoát khỏi ảnh hưởng của toàn cầu hóa, cũng như khả năng bị nước Mỹ sáp nhập.
- Agenda, a Plan for Action (1971)
- Exit Inflation (1981)
- Jobs for All: Capitalism on Trial (1984)
- Damn the Torpedoes (1990)
- Funny Money: A common sense alternative to mainline economics (1994)
- Surviving the Global Financial Crisis: The Economics of Hope for Generation X (1996)
- Evil Empire: Globalization's Darker Side (1997)
- Stop: Think (1999)
- Goodbye Canada (2001)
- One Big Party: To Keep Canada Independent (2003)
- A Miracle in Waiting (2010), update of Surviving the Global Financial Crisis
- Light at the End of the Tunnel: A Survival Plan for the Human Species (2010)
- The Money Mafia: A World in Crisis (2014)